# المدرسة البوعنانية (مكناس)
المدرسة البوعنانية في مكناس، هي مدرسةٌ علميَّةٌ قديمة، أسسها السُلطان المريني أبو الحسن، ثم أتمم بنائها ابنه أبو عنان فارس حوالي 1345 م. حظيت أعمدتها وأبوابها بالزخارف، بما في ذلك من نقش كتابات وزخارف زهرية وهندسية على الخشب والجبس والزليج.
من الناحية الهندسية تَحتوي البناية على قاعة للصلاة وساحة وأعمدة ومحراب كلها غنية بزخارف كتابية منقوشة.

## معرض الصور

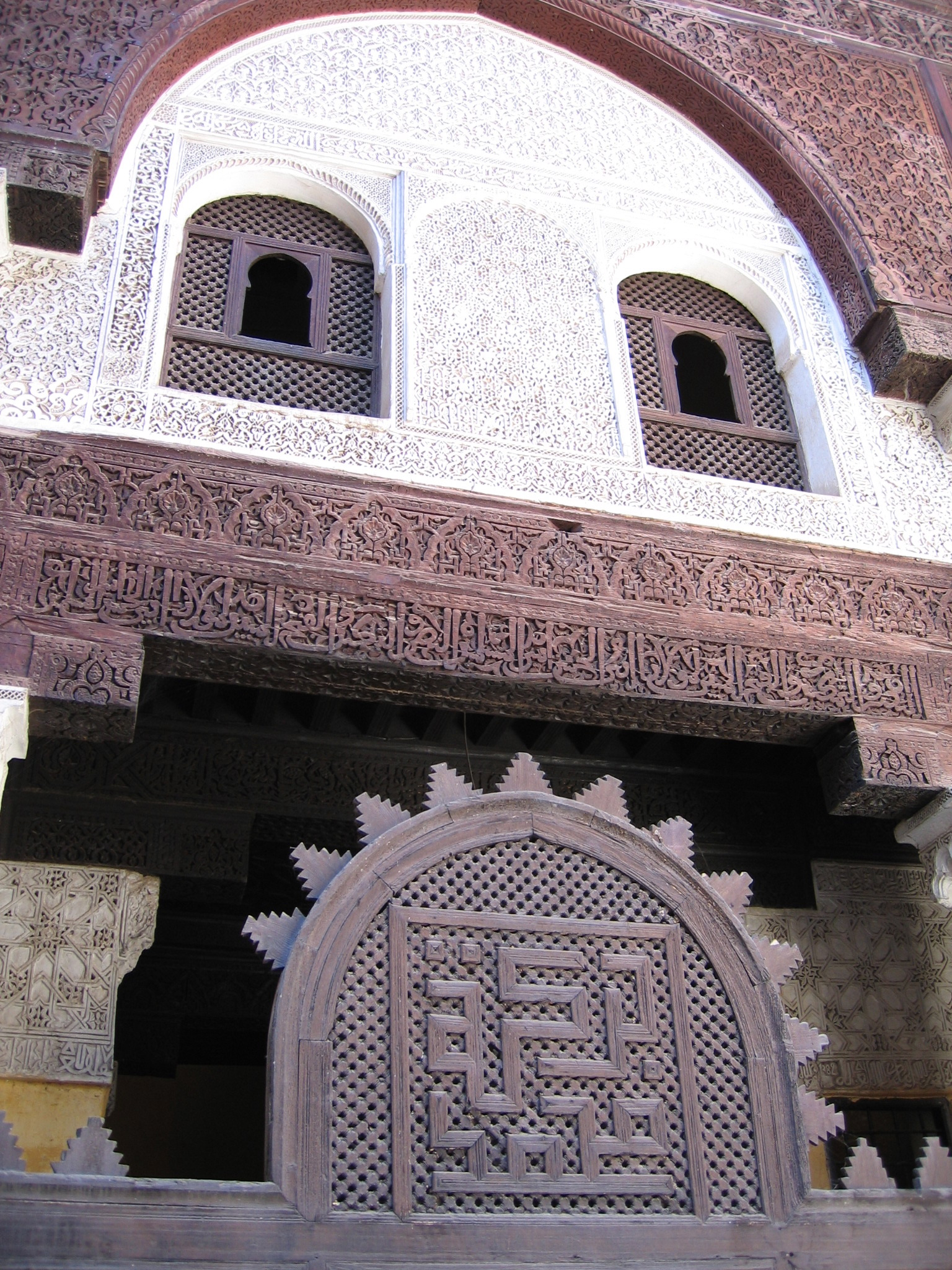
المدرسة البوعنانية في مكناس
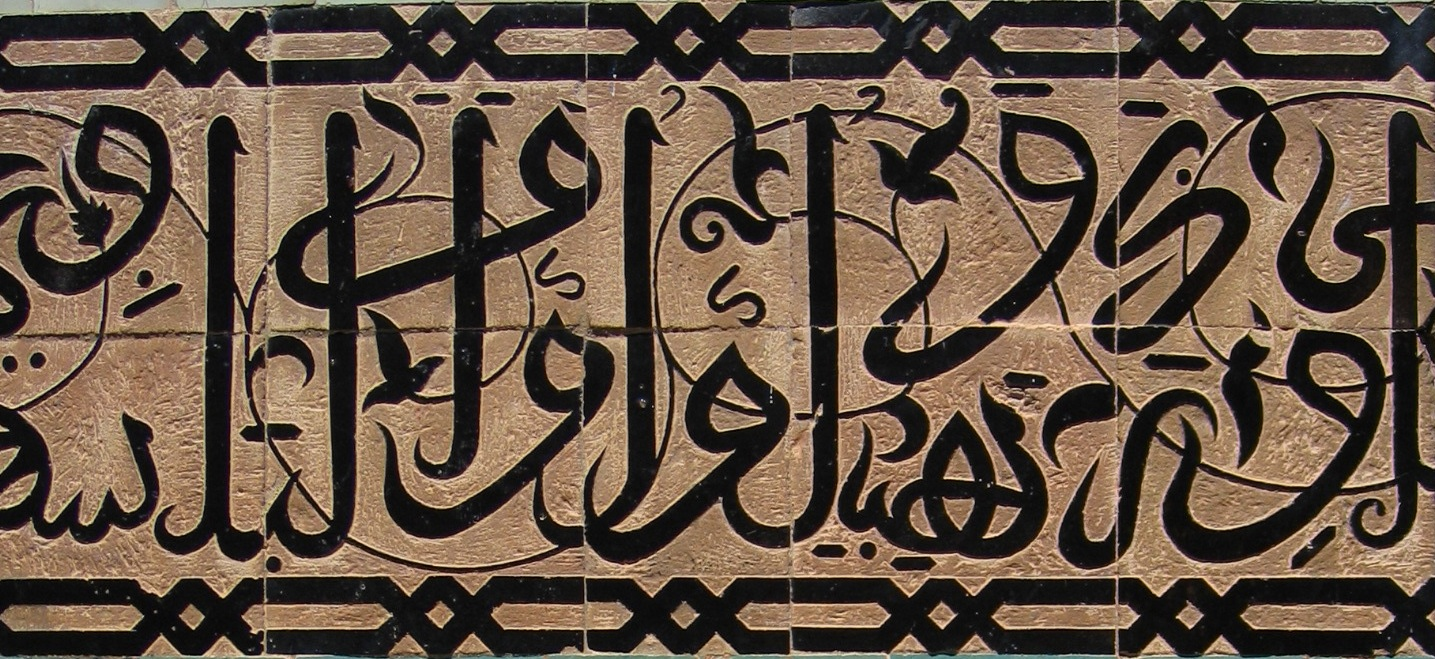
الخط العربي الثلث على أحد حيطان المدرسة.

## وصلات خارجية
- البوعنانية بمكناس "موقع وزارة الثقافة المغربية"